# Liste der Juniorenweltmeister im Bobsport
Die Liste der Juniorenweltmeister im Bobsport listet alle Sportler auf, die bei Juniorenweltmeisterschaften im Bobsport auf den ersten drei Rängen platziert waren. Der Wettbewerb wird seit 1987 für Männer und seit 2005 für Frauen jährlich von der International Bobsleigh & Skeleton Federation (IBSF; bis 2015 Fédération Internationale de Bobsleigh et de Tobogganing, FIBT) an wechselnden Austragungsorten veranstaltet.
Teilnehmen dürfen Athleten, die zum Zeitpunkt des Rennens das 26. Lebensjahr noch nicht vollendet haben sowie Athleten, die das Alter von 26 Jahren zwischen dem 1. Oktober und dem 31. März der jeweiligen Saison erreichen. Voraussetzung ist außerdem die Teilnahme an mindestens drei IBSF-Rennen auf mindestens zwei verschiedenen Bahnen innerhalb von 24 Monaten vor der betreffenden Juniorenweltmeisterschaft.
Die Tabellen für die Männer sind wegen der mangelhaften Quellenlage für frühere Jahre unvollständig.

## Zweierbob Männer
| Juniorenweltmeisterschaft | Juniorenweltmeisterschaft | Gold                                              | Silber                                            | Bronze                                               |
| ------------------------- | ------------------------- | ------------------------------------------------- | ------------------------------------------------- | ---------------------------------------------------- |
| 1987                      | Sarajevo                  | DDRHans-Joachim Schurack Ronald Stein             | BR DeutschlandHerbert Sellmeier Markus Zimmermann | BR DeutschlandDirk Wiese Rolf Stockum                |
| 1988                      | Winterberg                | BR DeutschlandPeter Hinz Rainer Schmidt           | BR DeutschlandDirk Wiese Olaf Hampel              | SowjetunionOleg Suchorutschenko Wladimir Ljubowitzki |
| 1989                      | St. Moritz                | BR DeutschlandPeter Hinz Andreas Reisch           | SowjetunionRodžers Lodziņš Jānis Ģērmanis         | DDRRené Thierfelder Frank Lorenz                     |
| 1990                      | Cervinia                  | DDRRené Thierfelder Ulf Hielscher                 | BR DeutschlandPeter Hinz Andreas Reisch           | SowjetunionGunters Lorsbergs Igor Borherts           |
| 1991                      | Cortina d’Ampezzo         | DeutschlandSepp Dostthaler Mike Sehr              | SchweizStefan Marty Marcel Siegenthaler           | GroßbritannienSean Olsson Paul Field                 |
| 1992                      | Winterberg                | ÖsterreichKurt Einberger Christian Swette         | Deutschland Jan Lehmann Ulf Hielscher             | DeutschlandFrank Jacob Michael Liekmeier             |
| 1993                      | Cortina d’Ampezzo         | DeutschlandJan Lehmann Ulf Hielscher              | LettlandRodžers Lodziņš Egils Bojārs              | KanadaPierre Lueders Jeremy Stewart                  |
| 1994                      | St. Moritz                | DeutschlandRené Spies Sven Peter                  | LettlandRodžers Lodziņš Egils Bojārs              | DeutschlandMatthias Benesch Axel Jang                |
| 1995                      | Lillehammer               | DeutschlandRené Spies Thomas Platzer              | NorwegenArnfinn Kristiansen Bjarne Røyland        | ?                                                    |
| 1996                      | Cortina d’Ampezzo         | DeutschlandStephan Bosch Udo Lehmann              | DeutschlandAndré Lange Christoph Heyder           | Italien?                                             |
| 1997                      | Altenberg                 | DeutschlandAndré Lange Christoph Heyder           | DeutschlandRené Spies Udo Lehmann                 | SchweizIvo Rüegg Stefan Bamert                       |
| 1998                      | Cortina d’Ampezzo         | DeutschlandAndré Lange Enrico Kühn                | SchweizMartin Annen Jürg Schaufelberger           | ItalienCristian Caldara Michael Pasquazzo            |
| 1999                      | Altenberg                 | DeutschlandRené Spies Franz Sagmeister            | DeutschlandMatthias Höpfner René Hoppe            | SchweizRalph Rüegg Stefan Hammer                     |
| 2000                      | Calgary                   | SchweizMartin Annen Beat Hefti                    | DeutschlandRuben Feisthauer Franz Sagmeister      | DeutschlandMatthias Höpfner René Hoppe               |
| 2001                      | Igls                      | SchweizReto Rüegg Stefan Hammer                   | RusslandJewgeni Popow ?                           | DeutschlandMatthias Höpfner Marc Kühne               |
| 2002                      | St. Moritz                | DeutschlandMatthias Höpfner Marc Kühne            | KanadaJayson Krause Mark LeBlanc                  | DeutschlandRuben Feisthauer Norman Dannhauer         |
| 2003                      | Königssee                 | DeutschlandRuben Feisthauer Norman Dannhauer      | PolenDawid Kupczyk Marcin Płacheta                | DeutschlandAndreas Zschocke Lutz Buggel              |
| 2004                      | Cortina d’Ampezzo         | LettlandJānis Miņins Juris Latišs                 | SchweizUrs Hefti Beat Hefti                       | DeutschlandKarl Angerer Andreas Udvari               |
| 2005                      | Winterberg                | DeutschlandChristoph Gaisreiter Alexander Mann    | SchweizFrancisco Baños Roman Handschin            | SchweizUrs Hefti Bruno Zurfluh                       |
| 2006                      | Igls                      | SchweizUrs Hefti Roman Handschin                  | RusslandDmitri Abramowitsch Roman Oreschnikow     | DeutschlandManuel Machata Andreas Porth              |
| 2007                      | Altenberg                 | DeutschlandMaximilian Arndt Alexander Rödiger     | DeutschlandOliver Harraß Lucas Kuske              | RusslandDmitri Abramowitsch Roman Oreschnikow        |
| 2008                      | Igls                      | SchweizGregor Baumann Jürg Egger                  | DeutschlandOliver Harraß Peter Tiefert            | RusslandAlexander Kasjanow Sergei Prudnikow          |
| 2009                      | Königssee                 | RusslandDmitri Abramowitsch Sergei Prudnikow      | DeutschlandManuel Machata Richard Adjei           | DeutschlandBenjamin Schmid Florian Becke             |
| 2010                      | St. Moritz                | DeutschlandMaximilian Arndt Alexander Rödiger     | DeutschlandManuel Machata Andreas Bredau          | DeutschlandOliver Harraß Christoph Gernand           |
| 2011                      | Park City                 | DeutschlandFrancesco Friedrich Marko Hübenbecker  | DeutschlandMaximilian Arndt Martin Putze          | DeutschlandOliver Harraß Roman-Mark Stoutjesdijk     |
| 2012                      | Igls                      | LettlandOskars Melbārdis Jānis Strenga            | DeutschlandBenjamin Schmid Marko Hübenbecker      | NiederlandeIvo de Bruin Bror van der Zijde           |
| 2013                      | Igls                      | DeutschlandFrancesco Friedrich Gino Gerhardi      | RusslandAlexei Stulnew Alexei Puschkarjow         | LettlandOskars Ķibermanis Raivis Zīrups              |
| 2014                      | Winterberg                | DeutschlandNico Walther Tino Paasche              | DeutschlandAlbrecht Klammer Christian Schmacht    | ÖsterreichBenjamin Maier Markus Sammer               |
| 2015                      | Altenberg                 | DeutschlandRichard Oelsner Eric Franke            | DeutschlandChristoph Hafer Paul Krenz             | LettlandOskars Ķibermanis Vairis Leiboms             |
| 2016                      | Winterberg                | DeutschlandJohannes Lochner Joshua Bluhm          | DeutschlandChristoph Hafer Marc Rademacher        | DeutschlandRichard Oelsner Paul Krenz                |
| 2017                      | Winterberg                | DeutschlandRichard Oelsner Alexander Schueller    | DeutschlandPablo Nolte Christopher Weber          | TschechienDominik Dvořák Jan Šindelář                |
| 2018                      | St. Moritz                | DeutschlandRichard Oelsner Alexander Schueller    | DeutschlandChristoph Hafer Tobias Schneider       | ÖsterreichBenjamin Maier Kilian Walch                |
| 2019                      | Königssee                 | DeutschlandRichard Oelsner Issam Ammour           | ÖsterreichMarkus Treichl Kilian Walch             | RusslandRostislaw Gaitjukewitsch Alexei Saizew       |
| 2020                      | Winterberg                | DeutschlandRichard Oelsner Malte Schwenzfeier     | RusslandRostislaw Gaitjukewitsch                  | DeutschlandMaximilian Illmann Eric Strauss           |
| 2021                      | St. Moritz                | DeutschlandHans Peter Hannighofer Christian Röder | SchweizMichael Vogt Sandro Michel                 | RumänienMihai Țentea Nicolae Ciprian Daroczi         |
| 2022                      | Igls                      | DeutschlandMaximilian Illmann Lukas Koller        | SchweizTimo Rohner Luca Rolli                     | DeutschlandJonas Jannusch Benedikt Hertel            |
| 2023                      | Winterberg                | DeutschlandAdam Ammour Benedikt Hertel            | DeutschlandNico Semmler Oliver Peschk             | DeutschlandMaximilian Illmann Henrik Proske          |
| 2024                      | St. Moritz                | DeutschlandMaximilian Illmann Erik Leypold        | DeutschlandHans Peter Hannighofer Tim Becker      | SchweizTimo Rohner Dominik Hufschmid                 |
| 2025                      | Altenberg                 | DeutschlandLaurin Zern Alexander Schaller         | DeutschlandAlexander Czudaj Jörn Wenzel           | RumänienMihai Țentea George Iordache                 |

## Viererbob Männer
| Juniorenweltmeisterschaft | Juniorenweltmeisterschaft | Gold                                                                                    | Silber | Bronze                                                                       |
| ------------------------- | ------------------------- | --------------------------------------------------------------------------------------- | --- | ---------------------------------------------------------------------------- |
| 1987                      | Sarajevo                  | BR DeutschlandHerbert Sellmeier Dirk Wiese Rolf Stockum Markus Zimmermann               | DDRJens Ränger Harald Czudaj Heiko Querner Alexander Szelig                                                                                | BR DeutschlandHans Angerer Günter Grundner Steffen Pfeiffer Peter Firl       |
| 1988                      | Winterberg                | BR DeutschlandHerbert Sellmeier ?                                                       | BR DeutschlandPeter Hinz Alexander Schneider Rainer Schmitt Rolf Stockum                                                                   | ÖsterreichHubert Schösser ?                                                  |
| 1989                      | St. Moritz                | DDRRené Thierfelder Axel Weber Torsten Wirth Frank Lorenz                               | BR DeutschlandHerbert Sellmeier Fink Brettschneider Peter Esenwein                                                                         | FrankreichBruno Mingeon Philippe Guérin Didier Stil Philippe Tanchon         |
| 1990                      | Königssee                 | FrankreichÉric Alard Max Robert Gabriel Fourmigué Georges Ravier                        | DDRMatthias Benesch Sven Rühr ? | DDRRené Thierfelder ?                                                        |
| 1991                      | Cortina d’Ampezzo         | DeutschlandJan Lehmann Ulf Hielscher Sven Jacob Sven Rühr                               | DeutschlandSepp Dostthaler Mike Sehr Holger Bork Jörg Roos                                                                                 | Großbritannien?                                                              |
| 1992                      | Winterberg                | DeutschlandStephan Bosch Anton Kufner Oliver Felsen Matthias Zieschang                  | DeutschlandJens Völling Christoph Bartsch Michael Liekmeier ?                                                                              | ÖsterreichKurt Einberger ?                                                   |
| 1993                      | Cortina d’Ampezzo         | DeutschlandMatthias Benesch Karsten May Thomas Lebsa Axel Jang                          | DeutschlandJan Lehmann Ulf Hielscher Silvio Sauerbrei Sven Rühr                                                                            | ItalienMaurizio Giannuzzi Siorpaes Di Napoli Tavagna                         |
| 1994                      | St. Moritz                | DeutschlandMatthias Benesch Thomas Lebsa Karsten May Axel Jang                          | DeutschlandJan Lehmann Sven Rühr Frank Jacob André Zill                                                                                    | SchweizAdrian Gaberthüel Markus Nüssli Barbaros Gücüyener Christoph Kissling |
| 1995                      | Lillehammer               | DeutschlandStephan Bosch Seibert Schnabel Oliver Felsen Baumann                         | DeutschlandAndré Lange Lars Behrendt Christoph Heyder André Zill                                                                           | NorwegenArnfinn Kristiansen Bjarne Røyland Kildal Lambertsen                 |
| 1996                      | Cortina d’Ampezzo         | DeutschlandStephan Bosch Udo Lehmann Andre Zill Ingo Seibert                            | DeutschlandAndré Lange Christoph Heyder Lars Behrendt Magnus Knigge                                                                        | DeutschlandRené Spies Volker Plass Christoph Bartsch Michael Liekmeier       |
| 1997                      | Altenberg                 | DeutschlandAndré Lange Christoph Heyder Enrico Kühn Daniel Gärtner                      | DeutschlandRené Spies Udo Lehmann Volker Plass Christoph Dylewski                                                                          | SchweizIvo Rüegg Martin Annen Stefan Bamert Marc Kälin                       |
| 1998                      | Cortina d’Ampezzo         | DeutschlandAndré Lange Magnus Knigge Christoph Heyder Lars Behrendt                     | ItalienErnesto Caldara Roberto Palozzi Cristian Olivio Michael Pasquazzo                                                                   | DeutschlandMatthias Höpfner Enrico Kühn Daniel Gärtner Jan Gutsfeld          |
| 1999                      | Altenberg                 | DeutschlandAndré Lange Enrico Kühn René Hoppe Lars Behrendt                             | DeutschlandMatthias Höpfner Daniel Gärtner Marc Kühne Magnus Knigge                                                                        | SchweizRalph Rüegg Stefan Keller Stefan Hammer Elmar Schaufelberger          |
| 2000                      | Calgary                   | SchweizMartin Annen Daniel Schmid Beat Hefti Silvio Schaufelberger                      | DeutschlandRuben Feisthauer Silvio Kästner Ronny Listner Jan Landschreiber                                                                 | DeutschlandMatthias Höpfner Franz Sagmeister Marc Kühne Daniel Gärtner       |
| 2001                      | Igls                      | SchweizReto Rüegg Daniel Schmid Stefan Hammer Elmar Schaufelberger                      | RusslandJewgeni Popow Alexei Seliwerstow Sergei Golubew Alexej Andrinin                                                                    | DeutschlandMatthias Höpfner Andreas Barucha Marc Kühne Enrico Kühn           |
| 2002                      | St. Moritz                | DeutschlandMatthias Höpfner Marc Kühne Daniel Gärtner Andreas Barucha                   | DeutschlandRuben Feisthauer Ronny Listner Silvio Kästner Norman Dannhauer                                                                  | LettlandJānis Miņins Ivo Erdmanis Juris Latišs Inesis Zaporožecs             |
| 2003                      | Königssee                 | DeutschlandRuben Feisthauer Ronny Listner Norman Dannhauer Daniel Hoch-Kraft            | DeutschlandKarl Angerer Ronny Satzepfand Rüdiger Stefan Florian Becke                                                                      | DeutschlandAndreas Zschocke Oliver Hüttig Lutz Buggel Thomas Pöge            |
| 2004                      | Cortina d’Ampezzo         | LettlandJānis Miņins Juris Latišs Ainārs Podnieks Inesis Zaporožecs                     | DeutschlandThomas Florschütz Ronny Listner Norman Dannhauer Thomas Müller                                                                  | DeutschlandKarl Angerer Christian Reppe Andreas Udvari Thomas Pöge           |
| 2005                      | Winterberg                | DeutschlandChristoph Gaisreiter Alexander Mann Matthias Adolf Stephan Seeck             | DeutschlandSven Rocho Tobias Schäpe Norman Dannhauer Thorsten Kuschel                                                                      | SchweizFrancisco Baños Gregor Baumann Mario von Arx Roman Handschin          |
| 2006                      | Igls                      | DeutschlandManuel Machata Florian Becke Michail Makarow Benjamin Mielke                 | DeutschlandChristoph Gaisreiter Alexander Mann Christian Reppe Sascha Schelte                                                              | DeutschlandSven Rocho Andreas Porth Andreas Udvari Alexander Rödiger         |
| 2007                      | Altenberg                 | RusslandDmitri Abramowitsch Roman Oreschnikow Dmitri Trunenkow Juri Selichow            | DeutschlandMaximilian Arndt Lucas Kuske René Tiefert Peter Tiefert                                                                         | DeutschlandManuel Machata Alexander Mann Florian Becke Michail Makarow       |
| 2008                      | Igls                      | RusslandDmitri Abramowitsch Roman Oreschnikow Dmitri Trunenkow Pjotr Moissejew          | DeutschlandMaximilian Arndt René Tiefert Robert Schönborn Alexander Rödiger                                                                | DeutschlandManuel Machata Richard Adjei Michail Makarow Florian Becke        |
| 2009                      | Königssee                 | RusslandDmitri Abramowitsch Pjotr Moissejew Andrei Jurkow Sergei Prudnikow              | DeutschlandManuel Machata Richard Adjei Florian Becke Michail Makarow                                                                      | DeutschlandOliver Harraß Gino Gerhardi Robert Göthner Jan Speer              |
| 2010                      | St. Moritz                | DeutschlandManuel Machata Gino Gerhardi Andreas Bredau Michail Makarow                  | RusslandNikita Sacharow Denis Moisseitschenkow Andrei Jurkow Alexei Kirejew                                                                | DeutschlandMaximilian Arndt René Tiefert Alexander Rödiger Martin Rostig     |
| 2011                      | Park City                 | DeutschlandMaximilian Arndt Jan Speer Alexander Rödiger Martin Putze                    | DeutschlandFrancesco Friedrich David Friedrich Jannis Bäcker Tino Paasche                                                                  | RusslandNikita Sacharow Pjotr Moissejew Alexei Kirejew Sergei Prudnikow      |
| 2012                      | Igls                      | LettlandOskars Melbārdis Helvijs Lūsis Arvis Vilkaste Jānis Strenga                     | RusslandNikita Sacharow Juri Selichow Ilwir Chusin Pjotr Moissejew                                                                         | DeutschlandBenjamin Schmid Marko Hübenbecker Steven Deja Fabian Heinemann    |
| 2013                      | Igls                      | DeutschlandFrancesco Friedrich Thorsten Margis Gino Gerhardi Florian Kunze              | LettlandOskars Ķibermanis Helvijs Lūsis Raivis Zīrups Vairis Leiboms                                                                       | DeutschlandMatthias Böhmer Maximilian Timme Axel Christ Pierre Jaques        |
| 2014                      | Winterberg                | DeutschlandAlbrecht Klammer Phillipp Knötzsch Pierre Jaques Florian Kunze               | RusslandMaxim Andrianow Pawel Utkin Juri Tschubakow Wladimir Saizew DeutschlandMatthias Böhmer Axel Christ Johannes Lochner Philipp Wobeto | –                                                                            |
| 2015                      | Altenberg                 | DeutschlandChristoph Hafer Marc Rademacher Michael Salzer Jakob-Kilian Trenkler         | LettlandOskars Ķibermanis Matīss Miknis Raivis Zīrups Vairis Leiboms                                                                       | ÖsterreichBenjamin Maier Stefan Laussegger Franz Esterhammer Angel Somov     |
| 2016                      | Winterberg                | DeutschlandJohannes Lochner Sebastian Mrowka Joshua Bluhm Matthias Sommer               | ÖsterreichBenjamin Maier Angel Somov Marco Rangl Dănuț Moldovan                                                                            | TschechienDominik Dvořák Jaroslav Kopřiva Jan Šindelář Jakub Nosek           |
| 2017                      | Winterberg                | DeutschlandBennet Buchmüller Benedikt Hertel Niklas Scherer Costa Laurenz               | DeutschlandChristoph Hafer Michael Salzer Paul Krenz Markus Reichle                                                                        | RusslandDmitri Popow Andrei Kasanzew Ivan Kardakov Michail Mordassow         |
| 2018                      | St. Moritz                | DeutschlandPablo Nolte Alexander Mair Matthias Sommer Florian Bauer                     | DeutschlandChristoph Hafer Michael Salzer Sebastian Mrowka Tobias Schneider                                                                | DeutschlandBennet Buchmüller Paul Krenz Christian Hammers Costa Laurenz      |
| 2019                      | Königssee                 | DeutschlandRichard Oelsner Costa Laurenz Issam Ammour Eric Strauss                      | ÖsterreichMarkus Treichl Sebastian Mitterer Kristian Huber Kilian Walch                                                                    | SchweizMichael Vogt Silvio Weber Sandro Michel Alain Knuser                  |
| 2020                      | Winterberg                | RusslandRostislaw Gaitjukewitsch Wladislaw Scharowzew Andrei Kasanzew Michail Mordassow | DeutschlandRichard Oelsner Eric Strauss Henrik Bosse Lukas Frytz                                                                           | DeutschlandJonas Jannusch Max Neumann Tim Gessenhardt Bastian Heber          |
| 2021                      | St. Moritz                | SchweizMichael Vogt Silvio Weber Sandro Michel Andreas Haas                             | DeutschlandJonas Jannusch Henrik Bosse Max Neumann Bastian Heber                                                                           | DeutschlandMaximilian Illmann Hannes Schenk Eric Strauss Felix Dahms         |
| 2022                      | Igls                      | LettlandDāvis Kaufmanis Lauris Kaufmanis Ivo Dans Kleinbergs Arnis Bebrišs              | DeutschlandMaximilian Illmann Henrik Proske Hannes Schenk Lukas Koller                                                                     | DeutschlandJonas Jannusch Christian Röder Benedikt Hertel Felix Dahms        |
| 2023                      | Winterberg                | DeutschlandNico Semmler Marvin Pau Oliver Peschk Rupert Schenk                          | DeutschlandAdam Ammour Nick Stadelmann Benedikt Hertel Ole Fiedler                                                                         | DeutschlandMaximilian Illmann Henrik Proske Felix Dahms Tim Becker           |
| 2024                      | St. Moritz                |                                                                                         | |                                                                              |
| 2025                      | Altenberg                 | DeutschlandLaurin Zern Christoph Peth Tim Becker Alexander Schaller                     | DeutschlandAlexander Czudaj Felix Dahms Jörn Wenzel Nino Vogel                                                                             | DeutschlandTobias Dostthaler Simon Büthe Theo Hempel Nick Kocevar            |

## Zweierbob Frauen
| Juniorenweltmeisterschaft | Juniorenweltmeisterschaft | Gold                                                            | Silber                                                    | Bronze                                          |
| ------------------------- | ------------------------- | --------------------------------------------------------------- | --------------------------------------------------------- | ----------------------------------------------- |
| 2005                      | Winterberg                | RumänienMaria Spirescu Viorica Țigău                            | SchweizSabina Hafner Melanie Zürcher                      | ItalienJessica Gillarduzzi Fabiana Mollica      |
| 2006                      | Igls                      | DeutschlandCathleen Martini Janine Tischer                      | KanadaHelen Upperton Kaillie Simundson                    | SchweizSabina Hafner Fabienne Meyer             |
| 2007                      | Altenberg                 | SchweizSabina Hafner Cora Huber                                 | KanadaKaillie Simundson Jaime Cruickshank                 | KanadaLisa Szabon Karlyn Serby                  |
| 2008                      | Igls                      | SchweizFabienne Meyer Marina Gilardoni                          | DeutschlandStefanie Szczurek Patricia Polifka             | RusslandAnastassija Tambowzewa Olga Fjodorowa   |
| 2009                      | Königssee                 | SchweizSabina Hafner Hanne Schenk                               | DeutschlandStefanie Szczurek Christin Senkel              | RusslandOlga Fjodorowa Ljudmila Udobkina        |
| 2010                      | St. Moritz                | SchweizSabina Hafner Marina Gilardoni                           | DeutschlandStefanie Szczurek Stephanie Schneider          | ÖsterreichChristina Hengster Inga Versen        |
| 2011                      | Park City                 | GroßbritannienPaula Walker Rebekah Wilson                       | Vereinigte StaatenElana Meyers JennaBree Tollestrup-Brown | DeutschlandStefanie Szczurek Franziska Bertels  |
| 2012                      | Igls                      | ÖsterreichChristina Hengster Anna Feichtner                     | DeutschlandStefanie Szczurek Franziska Bertels            | DeutschlandCarolin Zenker Stephanie Schneider   |
| 2013                      | Igls                      | DeutschlandMiriam Wagner Franziska Fritz                        | DeutschlandStefanie Szczurek Erline Nolte                 | GroßbritannienMica McNeill Nikki McSweeney      |
| 2014                      | Winterberg                | DeutschlandMiriam Wagner Erline Nolte                           | SchweizEdith Burkard Elisabeth Graf                       | DeutschlandSandra Kroll Sarah Noll              |
| 2015                      | Altenberg                 | DeutschlandMiriam Wagner Lisa-Marie Buckwitz                    | DeutschlandSandra Kroll Franziska Fritz                   | BelgienAn Vannieuwenhuyse Lies Defreyne         |
| 2016                      | Winterberg                | DeutschlandStephanie Schneider Lisa-Marie Buckwitz              | DeutschlandKim Kalicki Ann-Christin Strack                | DeutschlandSabrina Duljevic Lisa-Sophie Gericke |
| 2017                      | Winterberg                | GroßbritannienMica McNeill Mica Moore                           | DeutschlandAnna Koehler Franziska Fritz-Glahn             | DeutschlandKim Kalicki Lisa Gericke             |
| 2018                      | St. Moritz                | RumänienAndreea Grecu Florentina Costina Iusco                  | DeutschlandLaura Nolte Lavinia Pittschaft                 | DeutschlandKim Kalicki Lena Zelichowski         |
| 2019                      | Königssee                 | ÖsterreichKatrin Beierl Jennifer Jantina Oluumi Desire Onasanya | RumänienAndreea Grecu Teodora Andreea Vlad                | DeutschlandKim Kalicki Kira Lipperheide         |
| 2020                      | Winterberg                | DeutschlandKim Kalicki Kira Lipperheide                         | RusslandLubov Chernykh Elena Mamedova                     | Volksrepublik ChinaQing Ying Jiani Du           |
| 2021                      | St. Moritz                | DeutschlandLaura Nolte Deborah Levi                             | DeutschlandLisa-Marie Buckwitz Cynthia Kwofie             | SchweizMelanie Hasler Nadja Pasternack          |
| 2022                      | Igls                      | RusslandLubov Chernykh Anastasia Kurysheva                      | DeutschlandMaureen Zimmer Anabel Galander                 | DeutschlandCharlotte Candrix Vanessa Mark       |
| 2023                      | Winterberg                | DeutschlandMaureen Zimmer Lauryn Siebert                        | DeutschlandLena Böhmer Leonie Kluwig                      | DeutschlandCharlotte Candrix Cynthia Kwotie     |
| 2024                      | St. Moritz                | DeutschlandCharlotte Candrix Cynthia Kwotie                     | DeutschlandDiana Filipszki Lauryn Siebert                 | SchweizDebora Annen Julie Maria Lenenberger     |
| 2025                      | Altenberg                 | DeutschlandDiana Filipszki Lauryn Siebert                       | SchweizDebora Annen Julie Maria Lenenberger               | PolenLinda Weiszewski Klaudia Adamek            |

## Monobob Frauen
| Juniorenweltmeisterschaft | Juniorenweltmeisterschaft | Gold           | Silber            | Bronze           |
| ------------------------- | ------------------------- | -------------- | ----------------- | ---------------- |
| 2023                      | Winterberg                | Maureen Zimmer | Charlotte Candrix | Diana Filipszki  |
| 2024                      | St. Moritz                | Debora Annen   | Diana Filipszki   | Linda Weiszewski |
| 2025                      | Altenberg                 | Leona Klein    | Debora Annen      | Linda Weiszewski |

## Anmerkung
1. 1 2  Die DDR-Mannschaft verzichtete 1988 nach dem plötzlichen Tod von Jens Ränger auf dem Weg zu den Titelkämpfen auf eine Teilnahme. (Quelle: Bobsportler verstorben, Neues Deutschland vom 3. Februar 1988, S. 7, online (Seite nicht mehr abrufbar. Suche in Webarchiven))